# Раздольинское муниципальное образование
Раздольинское муниципальное образование — муниципальное образование со статусом сельского поселения в 
Усольском районе Иркутской области России. Административный центр — Раздолье.

## Демография
По результатам Всероссийской переписи населения 2010 года 
численность населения муниципального образования составила 1567 человек, в том числе 729 мужчин и 838 женщин.

## Населённые пункты
В состав муниципального образования входят населённые пункты
- Раздолье
- Большая Черемшанка
- Борисова
- Манинск
- Октябрьский[3]